# 472

## Události
- 11. července - Barbarský generál Ricimer zabil v občanské válce západořímského císaře Anthemia a nahradil ho Olybriem[1]

## Úmrtí
- 19. srpna - Ricimer, barbarský generál (* okolo 405?)[2]
- 02. listopadu - Olybrius, barbarský generál (* ?)

## Hlavy států
- Papež – Simplicius (468–483)
- Byzantská říše – Leon I. (457–474)
- Západořímská říše – Anthemius (467–472) » Olybrius (472)
- Franská říše – Childerich I. (458–481)
- Perská říše – Péróz I. (459–484)
- Ostrogóti – Theodemir (465/470–474)
- Vizigóti – Eurich (466–484)
- Vandalové – Geiserich (428–477)